# サイド・グリップ

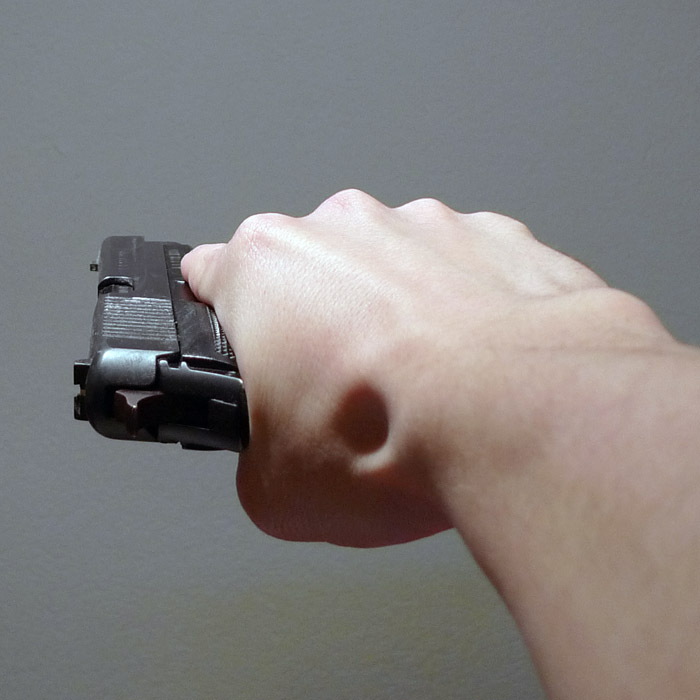
サイド・グリップ方式で構えられた拳銃。視線の向きとズレているため照準器が機能していない。

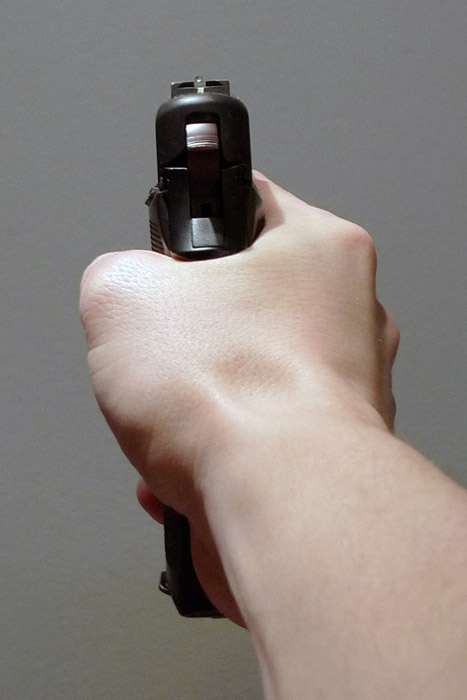
通常奨励される縦向きの構え

サイド・グリップは、通常行われる垂直向きの構えの代わりに、銃をおよそ90度傾けて水平方向に向ける構えの事である。横撃ちとも。
サイド・グリップを用いて射撃する行為には大部分の状況下において実用面でのメリットがなく狙いを大変困難にするが、1990年代初期以降、アメリカの映画やテレビで多用されたことが原因で、ヒップホップカルチャーや（銃の向きに関わらずそもそも照準器を使用しない事さえしばしばある）路上犯罪において幾分人気を博した。

## 歴史

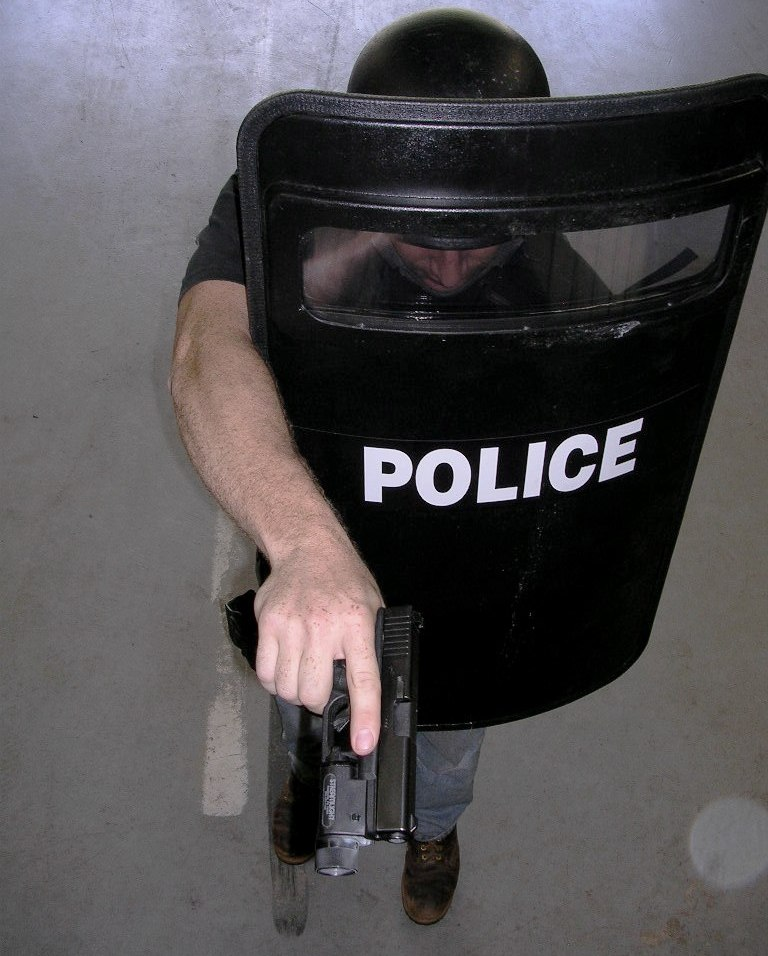
警察官による、盾の覗き窓越しにサイド・グリップで構えた拳銃で狙いをつける実演。サイド・グリップに有効性の認められる数少ない状況の一つ。

1894年のアメリカの小説 John March, Southerner (南部人ジョン・マーチ)における以下のセリフからも窺えるように、火器を横に向けた構えは長い間リスクが高く粗雑な射撃方法であると見なされてきた。
"No man shall come around here aiming his gun sideways; endangering the throngs of casual bystanders!"(銃を横に構えるような男は一人だってここらには来ませんよ、周りの野次馬を危険にさらしますからね！)
トンプソンM1やM3サブマシンガンといった20世紀初期のサブマシンガンで、サイド・グリップの使用例があったことが確認されている。こうした銃は強烈な反動によりフルオート射撃の際に銃が跳ね上がる傾向にあったのだが、銃を横に構えると弾幕が縦方向ではなく横方向へと拡散し、結果より多くの標的に命中したためである。
法執行官がライオットシールドなどの盾を併用する際、銃をサイド・グリップで構えることがある。銃を傾けて持ち上げる事で、盾によって制限されている視野を少しでも広く確保するためである。
眼優位性の問題を抱える射手の場合、優位な側の目を活かすために銃を15度から45度の角度で傾けることがある。例えば右目が優位な射手が、左手で銃を構える場合である。
サイド・グリップには狙いを困難にするという欠点はあるが、俗に信じられているようにジャミングを引き起こすことは無い。自動装填式の銃は重力よりもはるかに強い力で排莢しており、上方向に排莢した時にさえ薬莢が薬室に残存する事は通常起こらないためである。

## 文化的受容
映画におけるサイド・グリップの構えは遅くとも1960年代には確認され、西部劇『片目のジャック』(1961年)や『続・夕陽のガンマン』(1966年)において顕著である。
この時期の映画にこの構えが採用された背景には、大写しのシーンで役者の顔と銃の両方を収める事が容易であるという撮影上の利点があったのではないか、との指摘がされている。
1993年のアメリカのフッドムービー『ポケットいっぱいの涙』は、強盗がロサンゼルスのコンビニエンスストアを襲う開幕のシーンにおいてサイド・グリップが用いられているが、この構えを広く一般に知らしめた。監督らによれば、彼らはこの構えを1987年デトロイトで起きた強盗事件で直に目にしており、この構えが「だらしなく、流行を先んじており、現実的」なものとして心を打ったから映画に採用したのだという。他の映画撮影者らもいち早くこの仕草を取り入れ、『デスペラード』(1995年)、『ペイバック』(1999年)、『セブン』(1995年)、『ユージュアル・サスペクツ』(1995年)、『コピーキャット』(1995年)など、無数の1990年代のアクション映画やギャング映画において用いられるようになったため、直ぐにサイド・グリップはハリウッドの映像表現において「傲慢さとクールな力」を表現するものになった。
HBOで放送された『ザ・ソプラノズ 哀愁のマフィア』のシーズン1第2話『受難』では、救助を要請された男たちのうちの一人が、サイド・グリップで銃を構えていたため叱責されたことが後の伏線となっている。
アメリカの映画やテレビ番組においてこの構えの描写が無数に繰り返されてきたため、ヒップホップ・ミュージックや犯罪的なサブカルチャーといった、クールであること、アグレッシブであることを尊ぶアフリカ系アメリカ人の大衆文化のうちのいくつかの分野でサイド・グリップは模倣されるようになった。結果として、アメリカの武装暴力犯罪におけるサイド・グリップの使用例はますます増大している。
2009年にはニューヨーク市警察が或る犯罪者について「ラップビデオから飛び出した登場人物のように銃を横に」構えたと表現したことがあるほどに、ラップカルチャーにおいてサイド・グリップはありふれた表現となっている。